# Chi Phok
Chi Phok es una comuna (khum) del distrito de Me Sang, en la provincia de Prey Veng, Camboya. En marzo de 2008 tenía una población estimada de 13 816 habitantes.
Se encuentra ubicada al sur del país, a escasa distancia de los ríos Mekong y Bassac, y de la frontera con Vietnam.